# Історія Старого Криму
Історія міста Старий Крим починається з заснування міста між 1253 і 1263 роками.

## До заснування міста
Археологічні розкопки вказують на існування античних поселень з кінця 1 тис. до н. е. Найбільш важливою з них є знайдена 1897 мармурова плита з грецьким написом боспорського царя Тіберія Юлія Рескупоріда, датована 212 роком. Але археологічний контекст цієї знахідки залишається невідомим. Немає підстав твердити про безперервний розвиток поселення в період до 2-ї половини XIII сторіття.
В кілометрі від західної околиці сучасного Старого Криму, біля підніжжя гори Агармиш існувало таврське поселення, а на вершині — скіфське городище. На території ж самого міста у IV столітті до нашої ери — III столітті нашої ери розташовувалося велике поселення Боспорського царства, ім'я якого достеменно невідоме. Воно було важливим центром торгівлі, хоч, швидше за все, не було обнесене муром. Найімовірніше, поселення занепало внаслідок гунського вторгнення наприкінці IV століття.
Спроби ототожнити Старий Крим з поселеннями, назви яких відомі з античних джерел, наприклад таврським містом Карія, яке згадується на початку І тисячоліття, непереконливі.
У VIII—IX століттях тут поселяються хозари — і місцевість переживає піднесення. В XI—XIII століттях поселення належить половцям, ймовірно, тут розташовувалась одна зі ставок половецького хана. Також у цей час сюди прибувають чимало вірмен.

## Заснування міста, період Золотої Орди
Місто засноване владою Золотої Орди між 1253 і 1263 роками й отримало назву Кирим (трапляється на монетах і місцевих надгробках), котра досі не має однозначного пояснення. Паралельно вживали назву Солхат (у латинських, вірменських, сельджуцьких джерелах, на монетах), яку пояснюють із тюркських мов як «ліва сторона». З 13 до поч. 15 ст. п. н. Солхат (Кирим) — резиденція намісника золотоординського хана і важливий транзитний пункт торгівлі.
Посланці від єгипетського султана Бейбарса до ординського хана Берке, які були тут у 1263 р., повідомляли, що в місті живуть кипчаки й алани.
Місто одразу стало адміністративним центром золотоординського улусу Крим (який охоплював Кримський п-ів і межиріччя Дніпра та Дону); тут працював монетний двір, який карбував срібні та мідні монети. Срібні дирхеми карбувалися тут із 1266 по 1420 рік (за відомими знахідками). Пізніше тут працював монетний двір Кримського ханату. Монети карбувалися в місті аж до часу правління хана Мехмед Ґерая I (відомі монети 1517).
З формуванням кримських татар, які склалися як етнос у XIII столітті, вони стали провідною громадою в місті. Для них заходами єгипетського султана Бейбарса 1287 була споруджена мечеть. У період посиленої ісламізації Золотої Орди (за правління хана Узбека) збудована ще одна мечеть, від якої зберігся буд. напис з датою 1314 та іменем хана Узбека. У середині 1340-х рр. збудовано мусульманське уч-ще (медресе), яке в руїнах збереглося до нашого часу (найдавніша на терені України будівля, спеціально споруджена для освіт. закладу). У 2-й пол. 15 ст. до медресе була прибудована мечеть, куди перенесено напис 1314. Тому цю найкраще збережену мечеть С. К. часто звуть «мечеттю Узбека».

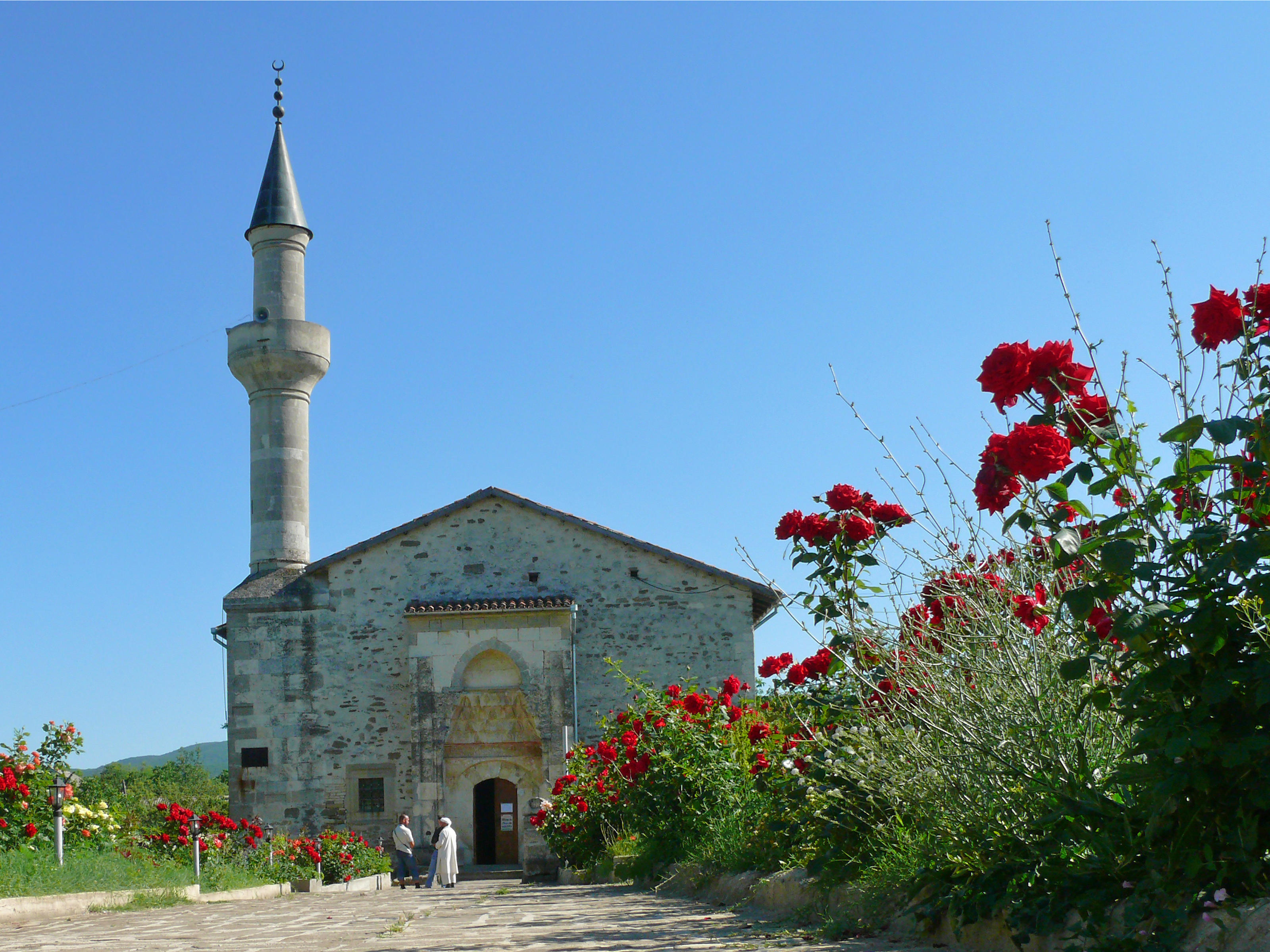
Мечеть хана Узбека. 2011

Варті уваги рештки караван-сараю Таш-Хан, збудованого у XIII—XIV століттях для потреб заїжджих купців. Колись це була глуха кам'яна коробка з чотирма кутовими вежами з водними цистернами та воротами у південній стіні — типова мініфортеця для цінного краму. Центральний двір по колу оточували двоповерхові будівлі: на нижньому поверсі були стайні, комори та кухні, на верхньому — житлові кімнати. Унікальним цей об'єкт робить те, що на всьому півострові збереглися руїни лише чотирьох караван-сараїв з багатьох сотень.
Другою за значенням громадою була вірменська. Кирим був важливим центром вірм. просвіти і книжності. До нашого часу збереглося не менше 36 рукописних книг, переписаних у С. К. 1332—1437. Із писемних джерел відомо про існування кількох вірм. церков, але зв'язок цих згадок з погано збереженими руїнами храмів залишається дискусійним. Важливу роль у житті вірм. громади відігравав монастир Сурб-Хач, розташований за 3,5 км від С. К.
У С. К. були також грецькі (правосл.) храми, іудейська громада зі своєю синагогою (можливо, кенасою); тут торгували генуезці із сусідньої Кафи (нині м. Феодосія).
На початок XIV століття припадає розквіт Кириму. Іноземні мандрівники описують його як велике місто з багатьма базарами, караван-сараями, мечетями й лазнями. Славетний вояжер Ібн Батута зустрічав тут не тільки купців та чиновників, але й учених і богословів. У Киримі функціонували п'ять етноконфесійних спільнот: мусульманська, вірменська, грецька, католицька та єврейська. Кожній з них належали від одного до кількох кварталів.
У 1370-х рр. С. К. був центром політ. діяльності темника Мамая. 1381 він зазнав поразки від хана Тохтамиша та був убитий десь поблизу С. К. Похований він, за однією версією, у Мамаєвому кургані на сх. околиці С. К. (за ін. версією — у с. Айвазовське на пн. від С. К.).
Площа міста в період його розквіту досягала 80 га. Місто було оточене ровом і оборон- ним муром з баштами (за новітніми дослідженнями їх датують 1360-ми—80-ми рр.) У золотоординський час С. К. мав важливе значення як пункт транзитної торгівлі на Великому шовковому шляху.

## Період Кримського ханства
Пізніше, по створенні Кримського ханства, столицю переносять в Чуфут-Кале, місто втратило своє значення. Із серед. 16 ст. роль столиці остаточно перейшла до Бахчисарая; мабуть, з цього часу місто Кирим стало Ескі-Кирим (у рос. дипломатичних документах назва «Старий Крим» уперше зафіксована 1585). Евлія Челебі, який відвідав С. К. 1666, писав про колишню велич і сучасне йому запустіння міста; однак він наводить численні буд. написи на збережених будівлях (до нашого часу з них зберігся лише напис Узбека 1314).
Не можна сказати, що Ескі-Кирим був у занепаді, але й конкурувати з новою ханською столицею — Бахчисараєм — а тим більше з прибережною торговою Кафою (Феодосією) він точно не міг.

Польський мандрівник Мартін Броневський так описує місто, в якому він побував у 1578 році:
«Місто з фортецею, оточеною давньою високою і товстою стіною, абсолютно відрізняється від інших міст своєю величиною і знаменитістю. Бо видно ще храми й святилища магометанські не тільки у самому місті, а й поза містом, прикрашені халдейськими написами, висіченими на великих каменях. У ньому процвітали науки й мистецтва. І справді, видно з руїн і простору місця, що це було одне з найвідоміших і найбільших міст свого часу. І тепер татари від цього міста називаються кримськими. Там є постійно монетний двір, де хан карбує свою монету. В одному з найбільших замків біля міста живуть ханські дружини».
Картину запустіння малював і Евлія Челебі 1666 року:
«Фортеця ця розташована на низькому місці, простягнувшись із заходу на схід. Вона стоїть на рівному широкому місці, серед невисоких гір, у неї великі околиці. Окружність фортеці становить 17 тисяч кроків. Вона квадратна за формою. Це була фортеця, складена з обтесаного і відполірованого каменю. Тепер у деяких місцях видно зруйновані стіни. Це велике і величне місто перебуває у руїнах. По-перше, там всього п'ять мечетей. Дві з них — соборні, решта — квартальні. Є лише одна стара лазня. Всього чотири мусульманські квартали, один юдейський квартал, п'ять кварталів грецьких і вірменських невірних. І лише 500 будинків тут і там, з верхнім і нижнім поверхами, кам'яної кладки й критих черепицею. Вони стоять рідко, і сусідам доводиться йти від одного будинку до іншого. Крім того, всередині міста Кирима є сади й виноградники, луги й поля. Є два текіє дервішів і два медресе для вчених, одна школа для хлопчиків, один заїжджий двір і 20 черепичних і гончарних крамниць. І ще 20 інших крамниць на базарі. Усередині цього давнього міста два висохлих річища річки. У стародавні часи обабіч них стояли будівлі й споруди. Якщо ми будемо їх описувати, вийде повість про руйнування».
У 16 ст. С. К. відносився до бейлику Ширин; відомо, що тут часто перебував хан Мегмед I Ґерай (відсилав звідси свої грамоти).
У середині XVII століття тут залишилось тільки 100 будинків посеред величних руїн минулого. Варто зазначити, що у XVII столітті тут функціонували п'ять мечетей та два медресе, чотири церкви та одна кенаса, але від більшості з них не залишилося навіть фундаментів.

## Місто після російської анексії Кримського ханства
У 1783 разом з усім Кримом анексований Російською імперією. Григорій Потьомкін планував перетворити місто на адміністративний центр півострова і навіть вигадав для нього нову назву — Сімферополь, проте зрештою центр (разом із назвою) вирішили перенести до Акмесджита, натомість Ескі-Кирим перейменували на Левкополь (від грец. Λευκόπολις) — так, як спочатку планували назвати Акмесджит. Створений одночасно Левкопольський повіт в 1787 році став Феодосійським, а Левкополь отримав статус позаштатного міста Феодосійського повіту Таврійської губернії (який зберігав до 1917 року). Назва Левкополь зрештою теж не прижилася і за правління Павла I місту повернули зросійщену назву Старий Крим.

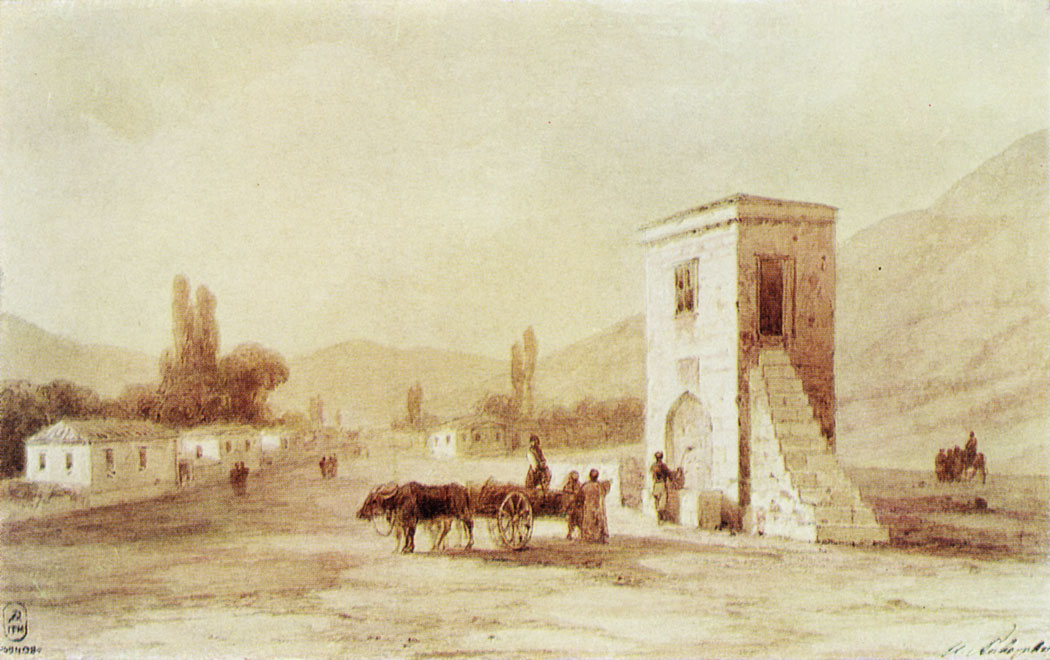
Старий Крим. Фонтан. І. К. Айвазовський. 1858

Наприкінці XVIII на старокримських околицях намагалися створити кримський центр шовківництва, але справа не пішла.
Через колоніальну політику російської адміністрації місто зазнало жорстокої демографічної кризи. 1805 в місті жило лише 114 осіб.
Щоб зарадити цьому, рос. уряд відвів біля С. К. місце для поселення у 1786 році болгар — вихідців із Османської імперії. З 1803 року існувала як окремий населений пункт Болгарська колонія, з 1948 — Красне Село, у 1989 приєднане до міста).
1784—87 був центром Левкопольського пов. Таврійської області. З 1787 — заштатне місто Феодосійського пов. Таврійської обл. (з 1802 — Таврійської губернії).
З 1803 року Старий Крим — заштатне місто Таврійської губернії. 1850 року тут проживало 2406 чоловік. У зв'язку з Кримською війною (1853—1856 рр.) населення значно скоротилося. 1861 року воно становило 1019 чоловік, 1864 — 14977.
Місто отримує нову забудову, чому і зобов'язаний своїм рівним прямокутним плануванням, а також низкою одноповерхових дореволюційних особняків. В принципі, аналогія з позаштатним містом цим не обмежується: розбиті дороги, місцями неасфальтовані вулиці — Старий Крим виглядає вкрай непрезентабельно, але в ньому збереглося кілька унікальних старожитностей, і є цікаві музеї, яким місто зобов'язане творчій інтелігенції: спочатку письменникам Олександрові Гріну і Костянтину Паустовському (які опинилися тут не по своїй волі і не від хорошого життя), і місцевим краєзнавцям, що ініціювали створення музеїв.
1875 року для міста було створено проєкт герба: на чорному щиті золота голова дракона з червоними очима та язиком; у вільному куті щита герб Таврійської губернії. Проєкт дістав попереднє схвалення Департаменту герольдії Сенату, однак остаточного затвердження не дістав.

## XX—XXI століття
Перед першою світовою війною в місті проживало 5752 чоловіка. Тут налічувалося 807 житлових будинків, два готелі, 7 заїжджих дворів, 11 кав'ярень, буфет, три винні крамнички. До 1914 року в Старому Криму вже було 1625 кам'яних (у тому числі 959 житлових) і 82 дерев'яних будинків. Кількість вулиць і провулків 1910 року збільшилася до 55, загальною протяжністю 30 верст, але забруковано лише дві версти. Освітлювалися вони 75 гасовими ліхтарями. У місті розміщувалося дві приймальні палати й аптека. Весь медичний персонал складався з двох лікарів, двох фельдшерів і чотирьох акушерок. 1914 року в земській лікарні та міській амбулаторії працювали два лікарі, фельдшер, дві акушерки, в земській ветеринарній амбулаторії — лікар і фельдшер. Заснована 1912 року вчительська семінарія готувала учителів початкових шкіл. Діти навчалися в ремісничій та початковій школах, у трьох початкових училищах. У роки першої світової війни відкрився санаторій, де працювали лікар і дві медсестри. Почали діяти дві гімназії.
В роки першої світової війни в місті Старий Крим відкрилося санаторій, де працювали лікар і дві медсестри.
З кінця 1920-х рр. місто набуває популярності як кліматичний курорт для хворих на туберкульоз.
З 1927 року в місті відкрилося відділення Кримського курортного тресту. Приїжджі хворі селилися у відремонтованих чотирьох дачах  і готелях.
У 1931 році відділенню курортного тресту передано 10 дач для створення санаторію і пансіонату. У наступному році місто стає курортом місцевого значення для хворих переважно з відкритою формою туберкульозу. За рішенням ВЦСПС почав працювати санаторій на 200 ліжок.
У С. К. провів останні роки свого життя (1930—32) рос. письменник О.Грін. Він похований на місц. цвинтарі, на його могилі встановлено скульптуру «Тієї, що біжить по хвилях». У С. К. працює літературно-меморіальний музей письменника. На цвинтарі в С. К. поховані також кінорежисер О.Каплер та його дружина поетеса Ю.Друніна.
1930—59 — райцентр. З 2 листопада 1941 до 13 квітня 1944 місто було окуповане гітлерівцями. У травні—червні 1944 зі С. К. були депортовані крим. татари, болгари та вірмени.
Із 1953 у С. К. працює протитуберкульозний санаторій «Старий Крим». У ньому лікувався, а потім працював М.Амосов (1960-ті рр.).
У першій половині 50-х років став до ладу молокозавод. 1956 року закінчено спорудження Старокримського водосховища. Біля нього виросло селище з 20 будинків. На початку 1958 року споруджено завод стінних блоків, через три роки — завод будівельних матеріалів, згодом переустаткований на завод залізобетонних виробів. Ще через три роки на базі однієї з артілей комбінату побутового обслуговування створено швейну фабрику масового пошиву, іншої — меблеву фабрику. Завод залізобетонних виробів створив свій кар'єр і дробильно-сортувальну фабрику під горою Малий Агармиш.
Після реорганізації МТС 1958 року створено PTC, на базі якої в 1961 році виникло місцеве відділення «Сільгосптехніки».
Восени 1959 року в зв'язку з новим адміністративним поділом Старокримський район ліквідовано і Старий Крим увійшов до складу Кіровського району.
У 1960 році наказом МЗ УРСР № 228 від 26.04.1960 року санаторій для хворих туберкульозом переданий Кримському керуванню санаторіями. У 1997 році безпосередньо підлеглий МОЗ України.

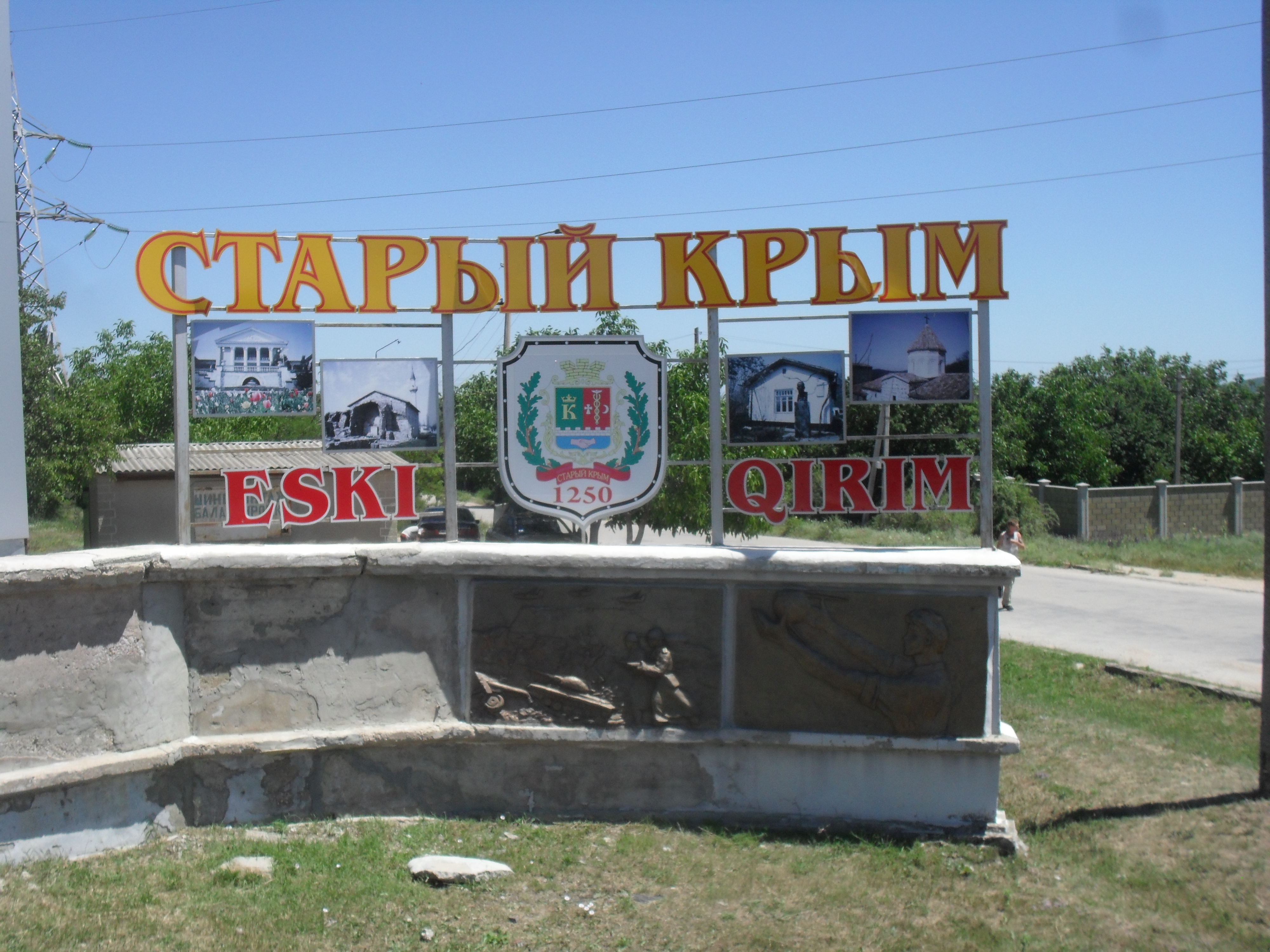
Старий Крим. 2012

У лютому 2014 року місто було окуповане росією.
У ніч на 19 липня 2023 року під час російського вторгнення в Україну на Старокримському військовому полігоні стався підрив складу боєприпасів окупантів.
У вересні 2023 року за українською адмінреформою місто увійшло до Феодосійського району Автономної Республіки Крим.